# Berezlogi, Iași
Berezlogi este un sat în comuna Sirețel din județul Iași, Moldova, România.